# 시연 (1995년)
시연(본명: 이시연, 李始娟, 1995년 10월 1일 ~ )은 대한민국의 가수로, 걸 그룹 드림캐쳐의 메인 보컬이다.

## 학력
- 지산중학교 졸업
- 수성고등학교→진선여자고등학교 졸업

## 음반 활동

### 참여 앨범
- 원준, 시연(드림캐쳐) - 2014년 12월 1일 달콤한 비밀 (KBS 2 일일드라마) OST - Part.2 우리 두 사람 발매
- 2020년 1월 29일 디지털 싱글 Paradise 발매
- 2020년 7월 8일 출사표 OST Part.1 Good Sera 발매
- 2020년 11월 21일 복수해라 OST Part.1 정신이 하나 없어 발매
- 시연&다미(드림캐쳐) - 2021년 5월 14일 다크홀 OST Part.2 Shadow 발매
- 2023년 12월 31일 디지털 싱글 '시작 발매

## 출연작

### 예능
| 연도 | 방송사 | 제목                         | 역할                  |
| ---- | ------ | ---------------------------- | --------------------- |
| 2019 | MBC    | 《미스터리 음악쇼 복면가왕》 | 참가자 (커피엔 도~넛) |
| 2019 | tvN    | 《V-1》                      | 참가자 - 준우승       |